# Maytenus micrantha
Maytenus micrantha är en benvedsväxtart som beskrevs av Albert Charles Smith. Maytenus micrantha ingår i släktet Maytenus och familjen Celastraceae. Inga underarter finns listade.